# Xavier Oberson
Xavier Oberson, né le 23 juillet 1961 à Genève, est professeur ordinaire de droit fiscal suisse et international à la Faculté de droit de l'Université de Genève depuis 1994. Il est le fils de Raoul Oberson, également professeur à l'Université de Genève, de 1989 à 1995. Il est également le fondateur et directeur du LL.M Tax (Master of Advanced Studies) de l’Université de Genève.

## Carrière
Xavier Oberson est professeur de droit fiscal suisse et international à la Faculté de droit de l'Université de Genève depuis 1994. 
Titulaire d’un DES et d’un doctorat en droit, il a ensuite poursuivi ses recherches aux Etats-Unis à la Harvard Law School où il a obtenu un LL.M ainsi que le Certificate of International Tax Program. Il exerce également en tant qu’avocat, inscrit au Barreau de Genève (depuis 1987), au sein de l’Etude Oberson Abels SA à Genève, Lausanne, Neuchâtel et Sion, étude d’avocats spécialisée dans le domaine du droit fiscal et commercial. A ce titre, il conseille des clients, aussi bien personnes physiques que personnes morales, dans tous les problèmes fiscaux.
Il a publié de nombreux ouvrages et articles dans le domaine du droit fiscal suisse et international, en particulier : Taxing Robots. Helping the Economy to Adapt to the Use of Artificial Intelligence (Londres, Elgar Publishing, 2019),  Précis de droit fiscal international (5e éd., Berne, Staempfli, 2022),  Droit fiscal suisse (5e éd., Bâle, Helbing & Lichtenhahn, 2021),  Switzerland in international tax law  (4e éd.,  Amsterdam, IBFD Publications, 2011). Une version française de son ouvrage Taxing Robots sur l'imposition de l'utilisation des robots est récemment parue : Taxer les robots, Aider l'économie à s'adapter à l'usage de l'intelligence artificielle (Bruxelles, Editions Larcier, 2020). Il est également l’auteur du livre International Exchange of Informations in Tax Matters. Towards Global Transparency, 2nd edition (Londres, Elgar Publishing, 2018), qui figurait au début 2020 en 13ème position des "100 meilleurs livres fiscaux de tous les temps" selon BookAuthority, l’un des leaders mondiaux en matière de recommandation de livres non fictifs. Il enseigne par ailleurs régulièrement dans diverses Universités à l’étranger.
Il a récemment activement participé à la préparation de la Réforme de l’imposition des entreprises III. En 2016, il a commencé à s'intéresser à la problématique de l'imposition des robots et de leurs activités. C’est dans ce contexte qu’il a donné la Leçon d'ouverture du semestre de printemps 2017 de l'Université de Genève. Diverses études scientifiques ont été publiées sur ce même sujet ou sont sur le point de l'être.
Il préside la Journée de droit fiscal qu’il organise chaque année, depuis l’an 2000, conjointement avec l’Ordre Romand des Experts Fiscaux diplômés (OREF) dont il est membre d’honneur. Il est l’instigateur et le directeur du LL.M Tax (Master of Advanced Studies) organisé à l’Université de Genève qui a débuté en 2011.
Le Professeur Oberson participe étroitement à diverses associations, commissions d’experts ou fondations, actives dans le domaine du droit fiscal. Dans ce contexte, il doit souvent rédiger des avis de droit, collaborer à des réformes fiscales ou intervenir lors de procédures parlementaires. En mai 2019, il a d'ailleurs rejoint le Tax Committee de la TIAETL (The International Academy of Estate and Trust Law).
Il a exercé diverses fonctions, notamment comme juge auprès de l'ancienne Commission fédérale de recours en matière de contributions (de 1994 à 2009) et comme président de la Commission fédérale d'experts "Rechtsformneutrale Unternehmensbesteuerung". Il a été membre du groupe d'experts "Collaboration internationale en matière fiscale" constitué par le Conseil fédéral en mars 2009 et a notamment participé aux négociations d’une nouvelle convention de double imposition avec les Etats‑Unis. Depuis 2010, il fait partie de la Commission fédérale d’harmonisation des impôts directs (CHID).
En 2012, il a été lauréat du prix « STEP Private Client Awards, The Geoffrey Shindler Award for Outstanding Contribution to the Profession ».
Comme autres activités, il est membre du Conseil de fondation de la Fondation du Montreux Jazz Festival (vice-président depuis 2022) ainsi que président de la Montreux Jazz Artists Foundation et du Centre d’Art Contemporain de Genève. Il a en outre récemment (depuis octobre 2020), été nommé à la présidence du Conseil de Fondation du Grand Théâtre de Genève, fondation ayant pour but d'y organiser des spectacles d’art lyrique, chorégraphique et dramatique.
En parallèle à ces activités, Xavier Oberson est également musicien, guitariste électrique, membre de diverses formations musicales, notamment « Out of Law », groupe de jazz-rock et « FisK », duo avec POL de musique electro prog rock.